# TransAdelaide
Se denomina TransAdelaide al operador de la red de trenes suburbanos de pasajeros de la ciudad de Adelaida, Australia, y su área metropolitana. TransAdelaide es una división de Adelaide Metro, empresa dependiente de la Agencia de Transporte de Australia Meridional, que regula todo el transporte público de la ciudad.

## Líneas

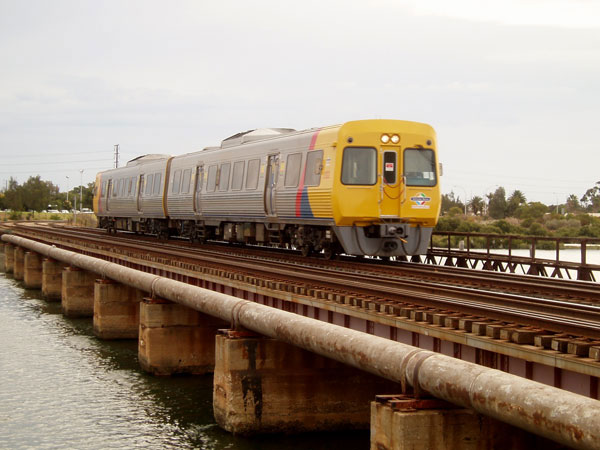
Formación diésel circulando por la línea Outer Harbour.

La red de cercanías de Adelaida es la única de Australia en la que aún todos sus trenes funcionan con motores diésel, previéndose su electrificación para 2009. La red consta de 6 líneas, 108 estaciones y 139,8 km de extensión de vías férreas:
Línea Outer Harbor, 21,9 km de extensión y 26 estaciones, comprende 2 ramales:
- Estación Adelaide - Port Adelaide - 11,7 km
- Glanville - Outer Harbor - 10,2 km

Línea Gawler, 42,2 km de extensión y 27 estaciones:
- Estación Adelaide - Gawler Central

Línea Grange, 11 km de extensión y 13 estaciones:
- Estación Adelaide - Grange

Línea Noarlunga, 30,2 km de extensión y 22 estaciones:
- Estación Adelaide - Noarlunga Centre

Línea Belair, 21,5 km de extensión y 14 estaciones:
- Estación Adelaide - Belair

Línea Tonsley, 13 km de extensión y 11 estaciones:
- Estación Adelaide - Tonsley